# Tierras Blancas, Guanajuato
Tierras Blancas är en ort i Mexiko.   Den ligger i kommunen Romita och delstaten Guanajuato, i den centrala delen av landet, 300 km nordväst om huvudstaden Mexico City. Tierras Blancas ligger 1 709 meter över havet och antalet invånare är 472.
Terrängen runt Tierras Blancas är platt åt nordost, men åt sydväst är den kuperad. Runt Tierras Blancas är det ganska tätbefolkat, med 72 invånare per kvadratkilometer. Närmaste större samhälle är Cuerámaro, 10,8 km söder om Tierras Blancas. Trakten runt Tierras Blancas består till största delen av jordbruksmark.